# Paulus Jacobus Penning
Paulus Jacobus Penning (Amsterdam, 4 november 1843 – Amsterdam, 17 september 1904) was caféhouder in Amsterdam en bekend socialist.

## Levensloop
Paulus Penning was de zoon van Paulus Jacobus Penning (1817), kleermaker en winkelier in Amsterdam, en Naatje Schinff (1818). Hij trouwde in 1863 in Amsterdam met Susanna Johanna Bertina Eliveld, dochter van een scheepstoetuiger.

### Opgegroeid in de Jordaan
Paulus werd geboren in de Rozenstraat in de Jordaan. Terwijl hij op de lagere school zat veranderde het beroep van zijn vader in winkelier. Daarna verhuisden ze naar de Prinsengracht en later volgde Paulus enige tijd voortgezet onderwijs op de kostschool van Pieter van Dijk in Winterswijk.

### Scheiding ouders
Toen Paulus 19 was vroeg zijn moeder echtscheiding aan omdat haar man overspel had gepleegd. Moeder en kinderen verhuisden naar de Keizersstraat, waar Paulus met zijn moeder een winkel in manufacturen overnam.

### Vorming tot socialist
In 1864 werd Paulus lid van vrijdenkersvereniging 'De Dageraad', en later van de vrijmetselaarsloge 'Post Nubila Lux'. Daar raakte hij bevriend met medelid Ferdinand Domela Nieuwenhuis. In 1867 richtte hij samen met anderen het genootschap 'Van Ontwikkeling tot Veredeling' op (later 'De Humaniteit'), en in 1869 meldde hij zich aan als lid van de Eerste Nationale. Later werd hij in 1874 lid van de geheime loge 'Vox Populi' en werd in 1878 lid van de Sociaal-Democratische Vereniging (SDV, later de Sociaal-Democratische Bond).

### Caféhouder
Nadat Paulus en zijn moeder in 1879 failliet werden verklaard nam Paulus in 1881 een café aan de Dijkstraat 33 over en hernoemde het Cosmopolité (wereldburger). In de bovenkamer van het café vonden de vergaderingen van Vox Populi en de SDV plaats.
Na enkele jaren opende Paulus in 1884 de bierhal en bottelarij 'De Leeuw van Waterloo' op Waterlooplein 62 op het Vlooieneiland waar een jaar later de Joodse handel het begin vormde van de bekende dagmarkt.
In 1885 was Paulus voorzitter van een vergadering van de SDV in café Zincken toen de politie ingreep, en later dat jaar werd hij voorzitter van de Vereniging voor Algemeen Kies- en Stemrecht.
In 1886 werd bij het Palingoproer zijn verre neef Johannes Penning neergeschoten.

### Oranjefurie
Op 1 februari 1887 kwam de publicatie 'Uit het leven van Koning Gorilla' uit, wat prominent in de boekwinkel van socialist Bos aan de Hazenstraat werd tentoongesteld. Daarin is zonder moeite koning Willem III te herkennen, die volgens dit pamflet schuldig zou zijn aan machtsmisbruik, seksuele uitspattingen en dronkenschap (en zijn vader zou hebben vermoord).
Op 19 februari, de verjaardag van de koning, werden de ramen van boekwinkel Bos volgeplakt met oranje papier. Een dag later trok een 300-koppige menigte door de wijk, waarbij de ruiten van café De Leeuw van Waterloo en boekwinkel Bos werden ingegooid.
Op dinsdag 22 februari zaten zo’n 60 gespannen socialisten in het café, terwijl een menigte van mogelijk 3.000 man optrok van de Dam naar het Waterlooplein. Ze vielen het café binnen, ranselden de socialisten af en plunderden en vernielden het café terwijl de politie toekeek en naderhand de socialisten arresteerde. Penning bouwde later van de projectielen een kolom die hij middenin het herbouwde café plaatste en wat veel bekijks trok.

### Latere leven
In 1888 verzorgde Paulus de illegale verzending van Der Sozialdemokrat. Een jaar later verhuisde hij naar de Ferdinand Bolstraat, waar hij in 1892 een tapperij en volkseethuis begon op de hoek met de Govert Flinckstraat, wat café-restaurant Cosmopolité ging heten. Ondertussen was Paulus al meerdere keren opa geworden en was zijn moeder overleden. In 1892 zat hij nog het SDB-congres in Zwolle voor.
Vanaf 1896 volgde hij zijn vriend Domela Nieuwenhuis in diens beweging richting het sociaal-anarchisme. In 1901 verhuisde Paulus naar de 2e Boerhaavestraat, achter de Amstel-brouwerij, waar hij café Penning begon en waar ook zijn vrouw en dochter achter de tap stonden. In 1904 sprak Paulus nog bij de herdenking van 25 jaar Recht voor Allen in het Paleis voor Volksvlijt.

### Overlijden
Paulus overleed op 17 september 1904 op 60-jarige leeftijd in Amsterdam.